# Rebentischia pomiformis
Rebentischia pomiformis är en svampart som beskrevs av P. Karst. 1869. Rebentischia pomiformis ingår i släktet Rebentischia och familjen Tubeufiaceae.  Arten är reproducerande i Sverige. Inga underarter finns listade i Catalogue of Life.